# 프랜서 (2001년 영화)
《프랜서》(Prancer Returns)는 캐나다에서 제작된 조슈아 버틀러 감독의 2001년 영화이다. 존 코베트 등이 주연으로 출연하였고 오스카 L. 코스토 등이 제작에 참여하였다.

## 출연

### 주연
- 존 코베트
- 스테이시 에드워즈

### 조연
- 마이클 오키프
- 잭 팰런스
- 로버트 클락
- 헤일리 로크너

## 기타
- 공동제작: 니콜라스 J. 그레이
- 공동제작: 그레그 테일러
- 협력프로듀서: 주디스 크레이그 마린
- 미술: 제프 긴
- 의상: 조지아나 야히
- 배역: 제프리 파세로